# Maria Chiquinha
"Maria Chiquinha" é um "xote-balada humorístico" com melodia de Geysa Bôscoli e letra de Guilherme Figueiredo.
Nessa canção, um homem (Genaro) questiona desconfiadamente uma mulher (Maria Chiquinha) sobre o que ela "foi fazer no mato". As respostas de Maria Chiquinha, que tem uma justificativa para tudo, não tiram as suspeitas de Genaro, que acaba decidindo "cortar a cabeça" dela. Algumas décadas depois, a letra da canção receberia críticas de jornalistas e historiadores, sendo considerada um exemplo de expressão de machismo e feminicídio.
A canção teve diversas gravações. A primeira foi com as vozes de Sônia Mamede e Evaldo Gouveia, pela gravadora RGE, em agosto de 1961. No mesmo ano, em 20 de outubro, foi lançada pela RCA Victor a gravação com Luiz Claudio e a cantora de forró Marinês, conhecida como "a rainha do xaxado".

## Versão de Sandy & Junior
A dupla de cantores Sandy & Junior gravou a canção para seu álbum de estreia, Aniversário do Tatu (1991). Após uma participação do pai e tio deles, Chitãozinho & Xororó, no programa Som Brasil, da TV Globo, o então apresentador Lima Duarte sugeriu que Xororó levasse seus filhos para se apresentarem numa próxima oportunidade.
"Maria Chiquinha" foi apresentada por Sandy e Junior no Som Brasil no final de 1989. A performance de Sandy e Junior, que na época tinham 6 e 5 anos de idade, respectivamente, foi recebida com entusiasmo pelo público e rendeu propostas de contratos fonográficos e shows. Em 1990, eles assinaram um contrato com a gravadora PolyGram.
A faixa foi comercializada como um maxi single de 12" polegadas. Numa análise à carreira da dupla, o G1 disse que a canção tem "uma trama absurda para uma canção de um disco infantil."

### Faixa
| Edição padrão (LADO A/B) |                   |                                                       |         |  |
| N.º                      | Título            | Compositor(es)                                        | Duração |  |
| 1.                       | "Maria Chiquinha" | Geysa Bôscoli (melodia), Guilherme Figueiredo (letra) | 03:58   |  |

## Controvérsias
A letra da canção descreve como um homem ("Genaro"), que desconfia de que sua esposa/namorada ("Maria Chiquinha") esteja o traindo com outro homem. Isso é representado em trechos como "Que cocê foi fazer no mato, Maria Chiquinha? / Que cocê foi fazer no mato? / Eu precisava cortar lenha, Genaro, meu bem [...] Quem é que tava lá com você, Maria Chiquinha? / Quem é que tava lá com você?". No final da canção, Genaro não se vê convencido pelas justificativas de Maria Chiquinha e diz que vai "cortar a cabeça" dela.
Devido ao aumento da conscientização da população acerca de questões como relacionamentos abusivos, violência doméstica e sexismo, a canção foi criticada por jornalistas e historiadores contemporâneos, que consideram a letra uma expressão de machismo e feminicídio "com requintes de crueldade". Escrevendo para O Estado de S. Paulo, em 2016, a jornalista Nana Soares afirmou:
Os versos acima poderiam estar num inquérito policial, mas estão no cancioneiro brasileiro. [...] Se hoje temos problemas em reconhecer a violência contra a mulher, quem dirá nas décadas de 80 e 90. A questão era tão tão tão naturalizada que nossa sociedade achou incrivelmente normal [Sandy e Junior, aos 6 e 5 anos de idade,] cantarem isso. Culpa de Sandy e Junior? De jeito nenhum. De pais desnaturados? Também não. Culpa da nossa sociedade mesmo, que aceitou e aceita até hoje músicas e outros produtos culturais que rebaixam a mulher.
Em 2019, Sandy e Junior se reuniram para uma turnê comemorativa, mas decidiram não incluir a canção no repertório. Durante um dos shows, os fãs da dupla começaram a cantar a canção e foram acompanhados por Sandy e Junior, mas os cantores não completaram a parte em que o personagem diz que vai "cortar a cabeça" de Maria Chiquinha. Junior explicou o motivo: "Isso não é mais aceitável. Não são mais os anos 90. Deixem a Maria Chiquinha em paz. A Maria Chiquinha faz o que quiser no mato." Em entrevista ao jornal O Globo, a professora de História da Universidade Federal de Minas Gerais (UFMG), Miriam Hermeto, descreveu a atitude de Junior como "louvável" e também disse: "Não se trata de tentar apagar determinada música. Não precisamos fingir que "Maria Chiquinha" e outras canções não existiram. Não podemos, nem devemos fazer isso. Essa ideia de apagar, de banir, não ajuda a mudar a realidade. Em escolas, por exemplo, é muito mais eficaz usar essas obras no aprendizado de estudantes justamente para educar sobre como eram vistas as relações sociais em outros tempos e como o entendimento da sociedade foi se alterando. Só assim é possível transformar a realidade."